# Necroscia notata
Necroscia notata är en insektsart som först beskrevs av Chen, S.C. och P.Y. Zhang 2008.  Necroscia notata ingår i släktet Necroscia och familjen Diapheromeridae. Inga underarter finns listade i Catalogue of Life.